# Hyundai ix25
Der Hyundai ix25 (auch: Hyundai Creta oder Hyundai Cantus) ist ein Kompakt-SUV des südkoreanischen Automobilherstellers Hyundai, das seit Oktober 2014 produziert und verkauft wird.

## Erste Generation (2014–2021)
| Sterne im C-NCAP-Crashtest (2014) |

### Geschichte
Erstmals der Öffentlichkeit gezeigt wurde der Fünfsitzer, der auf dem Hyundai i20 basiert, als Studie auf der Beijing Auto Show im April 2014. Die Serienversion wurde auf der Chengdu Auto Show im August 2014 vorgestellt.
In Indien wurde das Fahrzeug ab Juli 2015 gebaut und verkauft und ab Juli 2016 auch in Sankt Petersburg für den russischen Markt hergestellt. Für Brasilien fand die Fahrzeugpräsentation im November 2016 als Hyundai Creta statt und der Verkauf startete im Januar 2017. Für diesen Markt wurde er in Piracicaba (Bundesstaat São Paulo) hergestellt. In Deutschland wird der Wagen vorerst nicht angeboten. Im Juli 2017 wurde das Fahrzeug für den chinesischen Markt überarbeitet. In Brasilien wurden vom Creta im Jahr 2017 bis zum 27. Dezember 41.017 Fahrzeuge neu zugelassen.

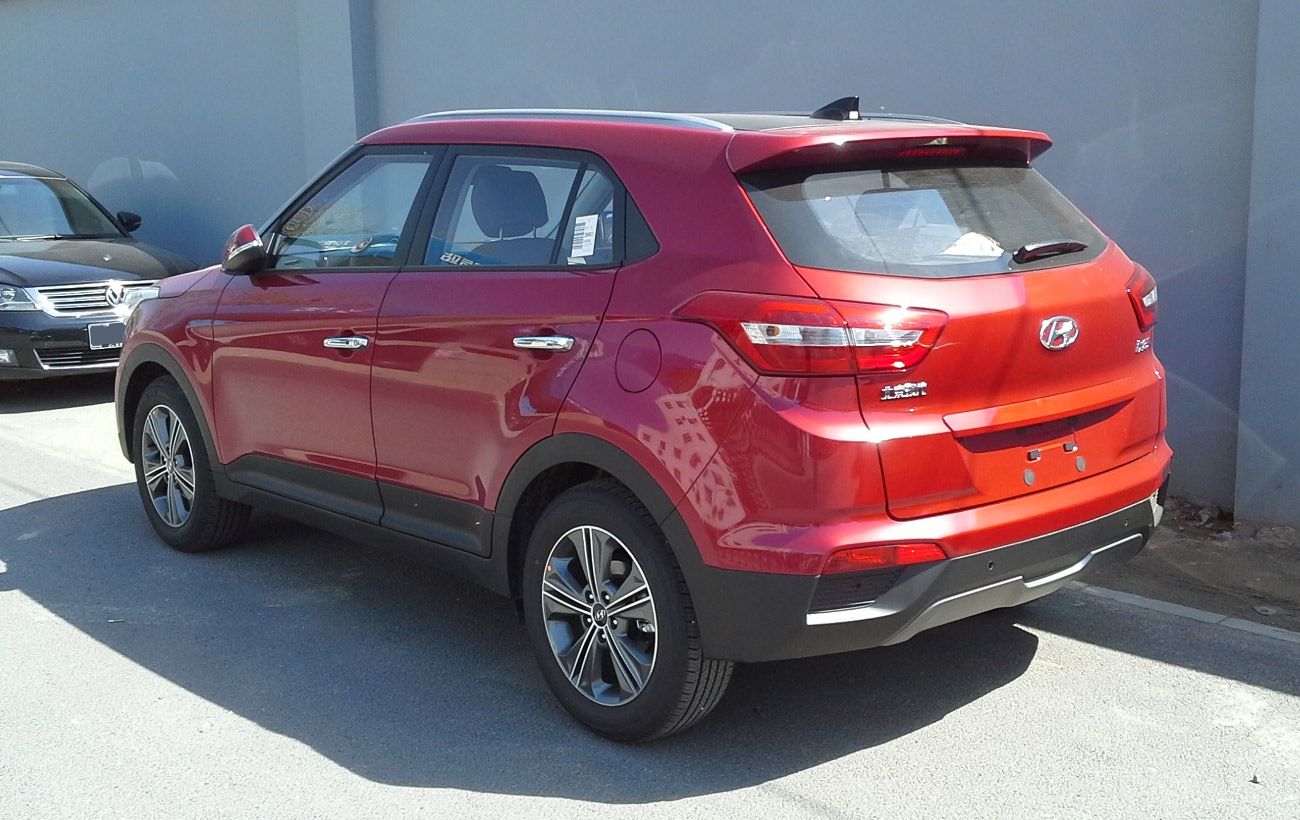
Heckansicht
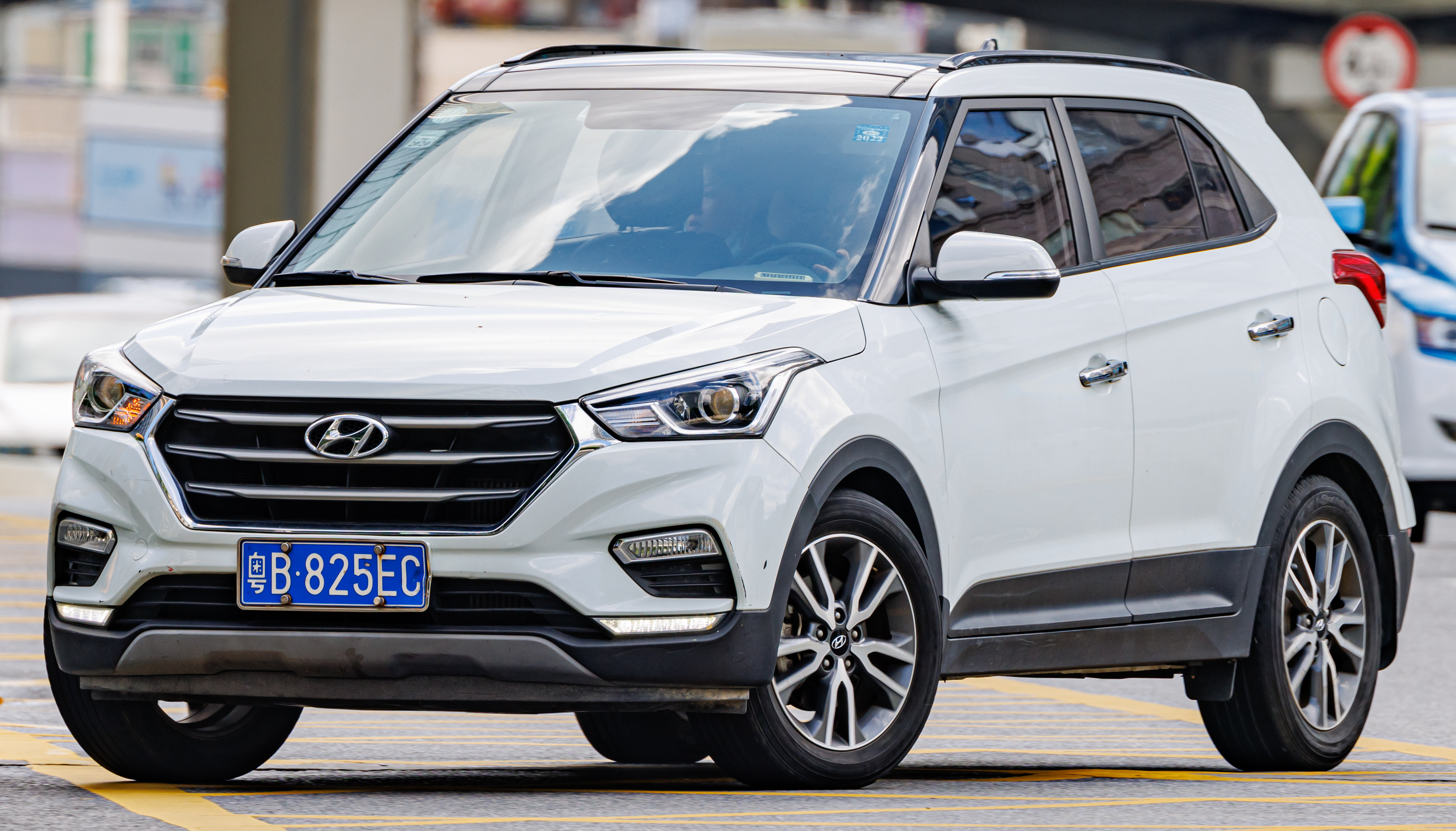
Hyundai ix25 (2019–2021)
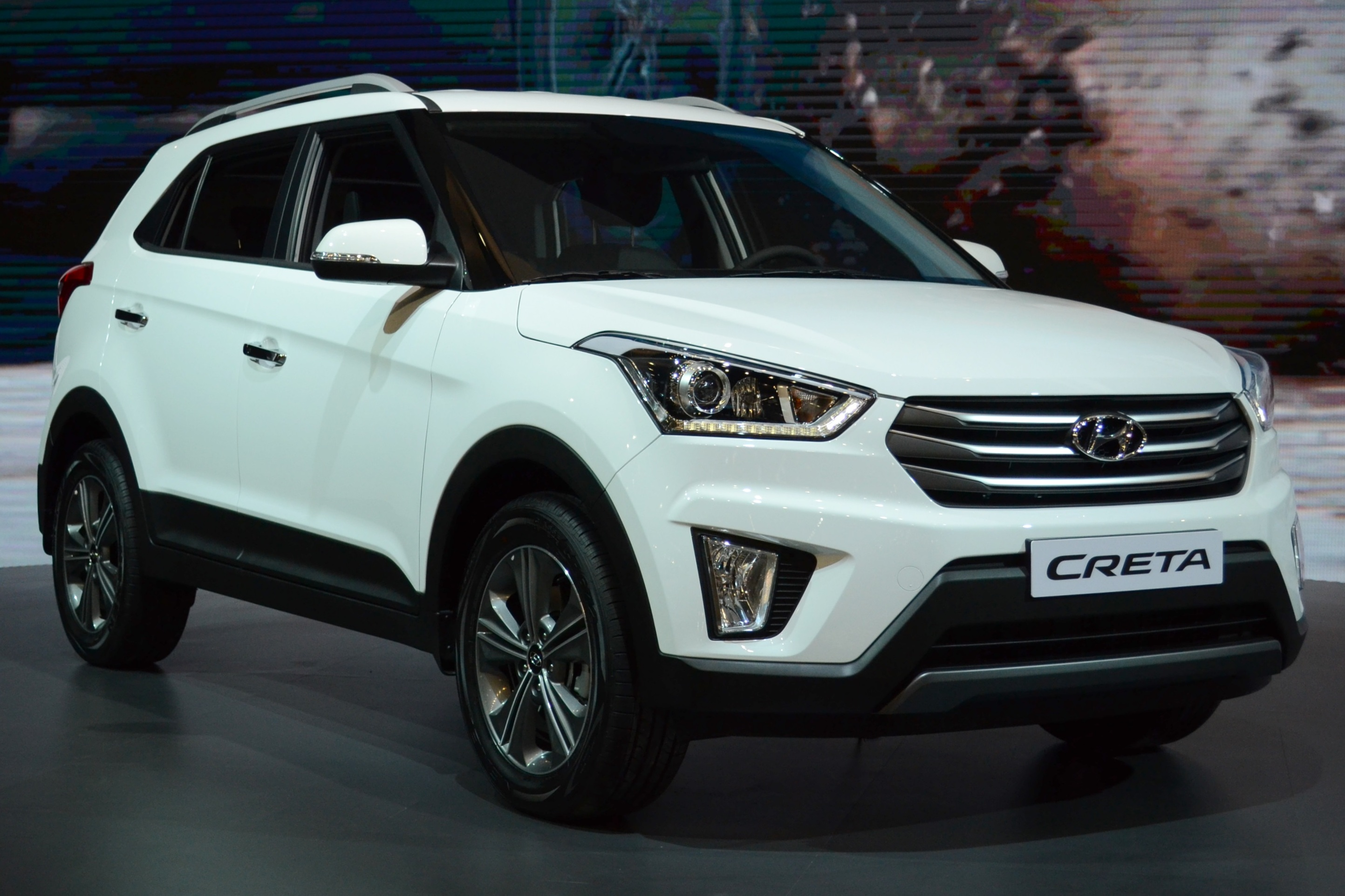
Hyundai Creta (2015–2021)
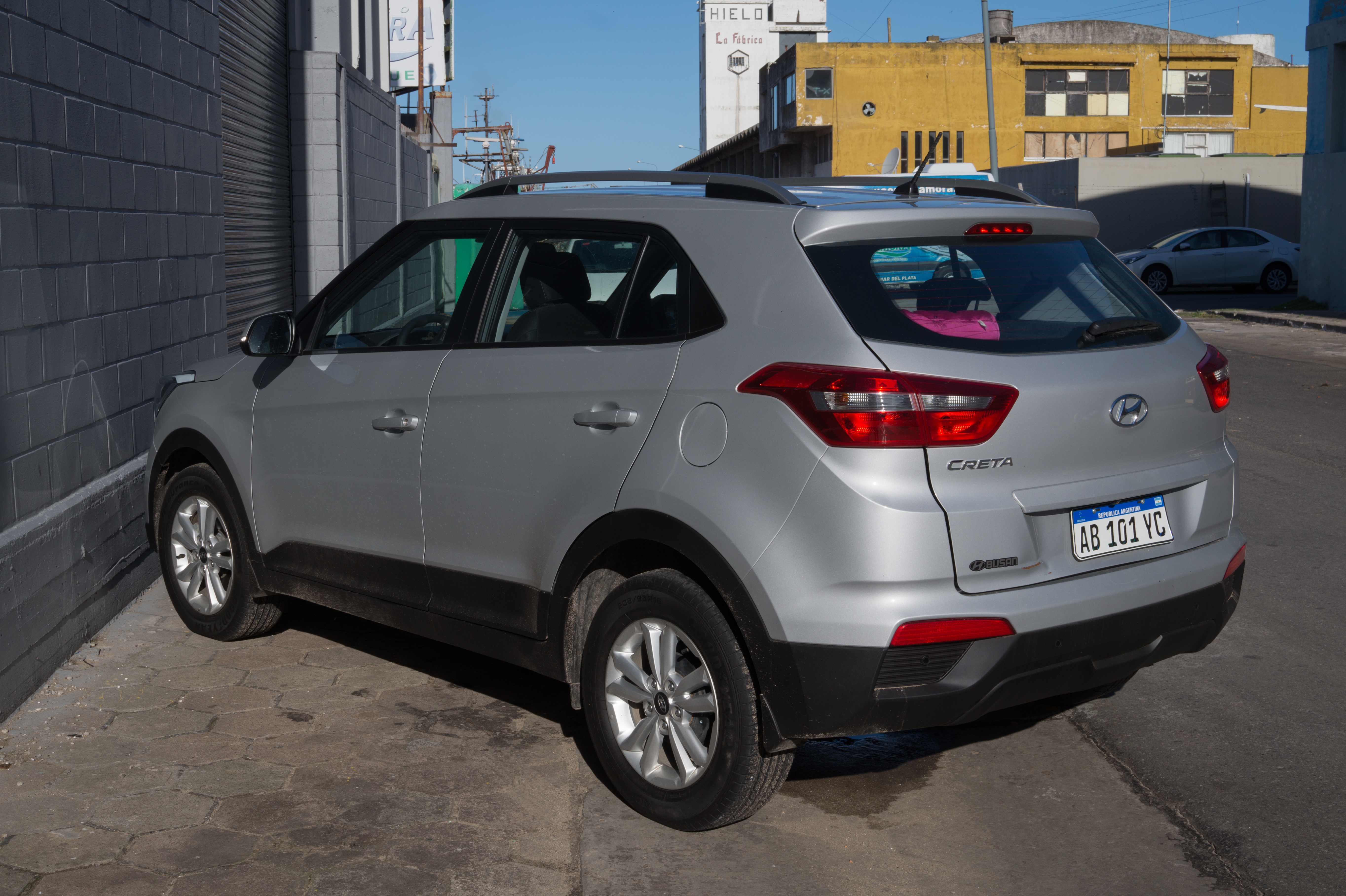
Heckansicht
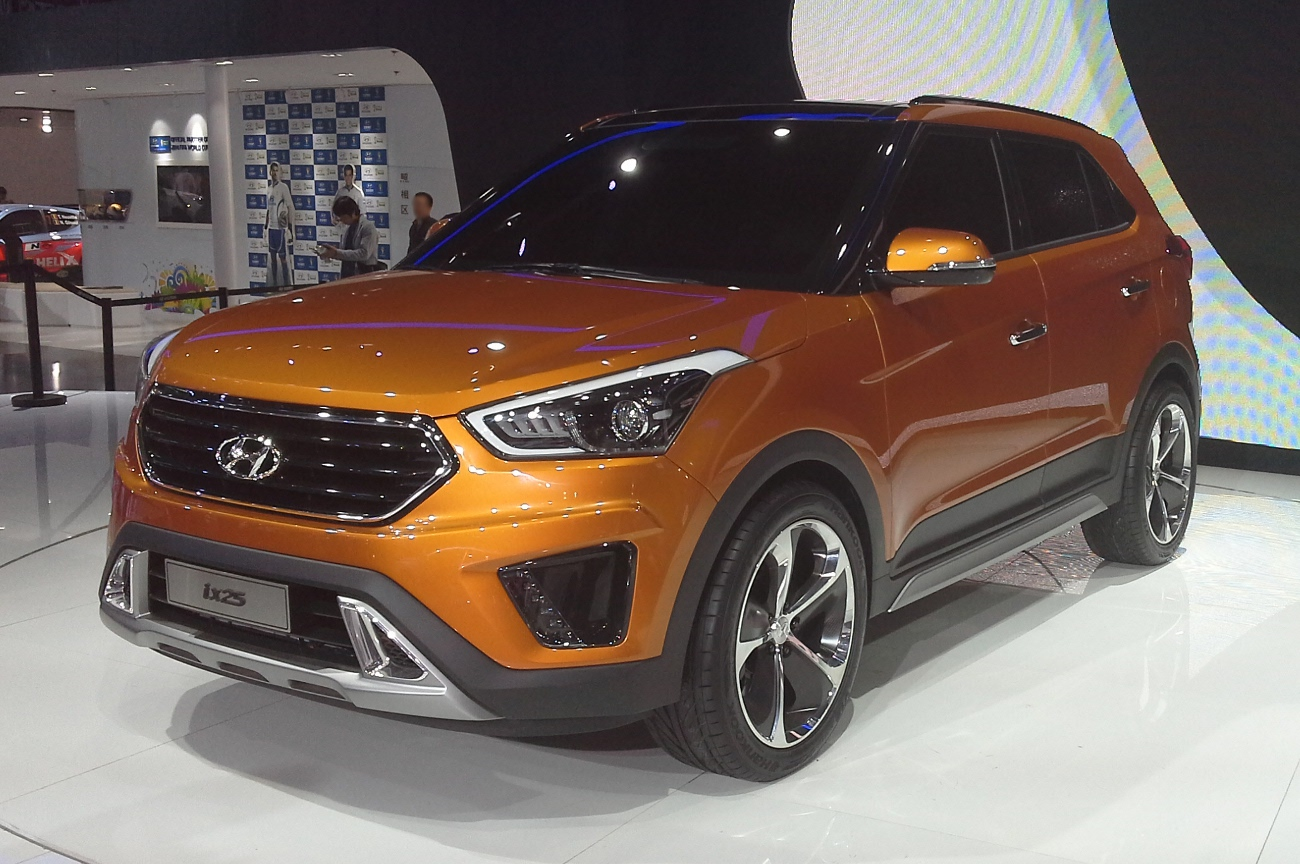
Hyundai ix25 Concept auf der Beijing Auto Show 2014
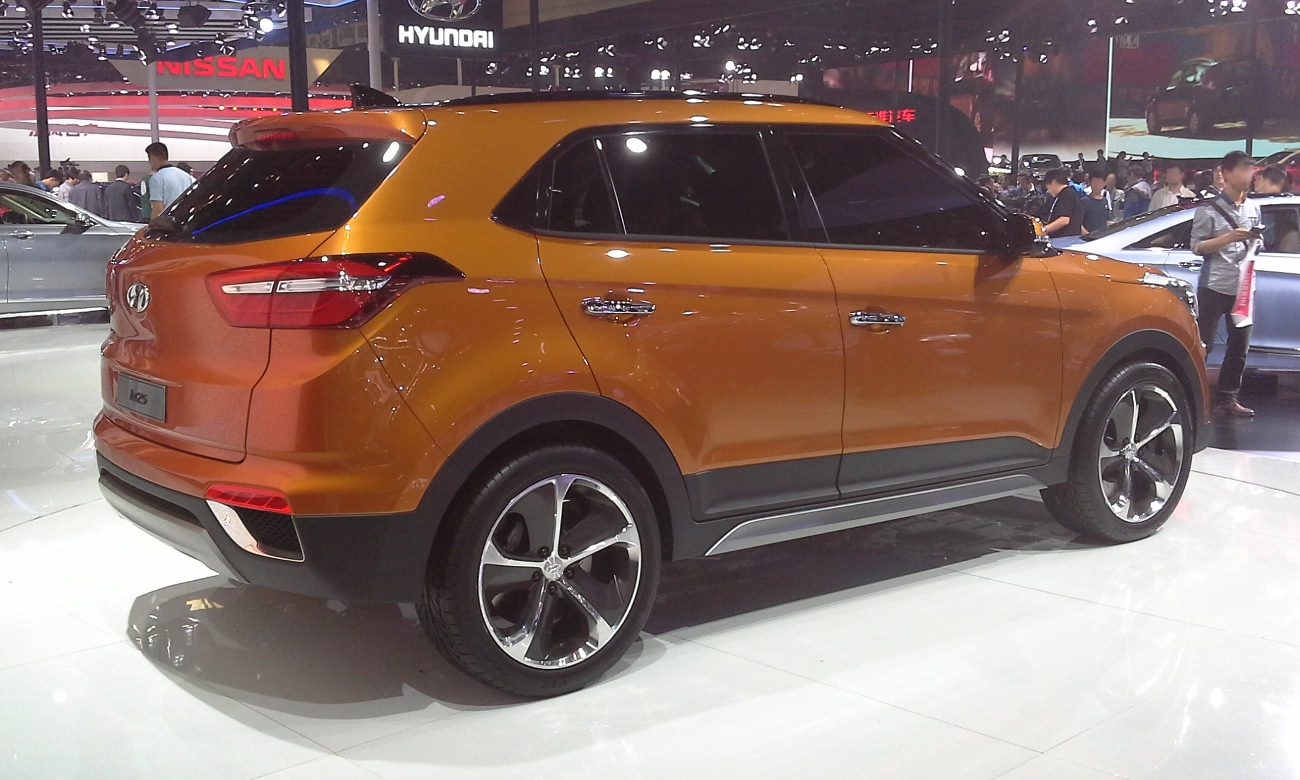
Heckansicht

### Technische Daten
| Kenngrößen                                  | ix25 1.4T (China)              | ix25 1.6L (China)           | ix25 1.6T (China)              | ix25 2.0L (China)            | Creta 1.6 (Indien, Russland)                            | Creta 2.0 (Russland)         | Creta 1.4 CRDi (Indien)    | Creta 1.6 CRDi (Indien)     |
| Bauzeitraum                                 | 08/2017–12/2018                | 10/2014–08/2019             | 09/2016–08/2017                | 10/2014–09/2016              | 07/2015–07/2021                                         | 07/2016–07/2021              | 07/2015–03/2020            | 07/2015–03/2020             |
| Motorkenndaten                              |                                |                             |                                |                              |                                                         |                              |                            |                             |
| Motortyp                                    | R4-Ottomotor                   | R4-Ottomotor                | R4-Ottomotor                   | R4-Ottomotor                 | R4-Ottomotor                                            | R4-Ottomotor                 | R4-Dieselmotor             | R4-Dieselmotor              |
| Hubraum                                     | 1353 cm³                       | 1591 cm³                    | 1591 cm³                       | 1999 cm³                     | 1591 cm³                                                | 1999 cm³                     | 1396 cm³                   | 1582 cm³                    |
| max. Leistung                               | 103 kW (140 PS) bei 6000/min   | 92 kW (125 PS) bei 6300/min | 118 kW (160 PS) bei 5500/min   | 118 kW (160 PS) bei 6500/min | 90 kW (123 PS) bei 6300/min                             | 110 kW (149 PS) bei 6200/min | 66 kW (90 PS) bei 4000/min | 94 kW (128 PS) bei 4000/min |
| max. Drehmoment                             | 242 Nm bei 1500–3200/min       | 151 Nm bei 4850/min         | 250 Nm bei 1450–4500/min       | 192 Nm bei 4800/min          | 151 Nm bei 4850/min                                     | 192 Nm bei 4200/min          | 220 Nm bei 1500–2750/min   | 260 Nm bei 1900–2750/min    |
| Kraftübertragung                            |                                |                             |                                |                              |                                                         |                              |                            |                             |
| Antrieb, serienmäßig                        | Vorderradantrieb               | Vorderradantrieb            | Vorderradantrieb               | Vorderradantrieb             | Vorderradantrieb                                        | Vorderradantrieb             | Vorderradantrieb           | Vorderradantrieb            |
| Antrieb, optional                           | –                              | –                           | –                              | (Allradantrieb)              | (Allradantrieb)                                         | (Allradantrieb)              | –                          | –                           |
| Getriebe, serienmäßig                       | 7-Gang-Doppelkupplungsgetriebe | 6-Gang-Schaltgetriebe       | 7-Gang-Doppelkupplungsgetriebe | 6-Gang-Automatikgetriebe     | 6-Gang-Schaltgetriebe                                   | 6-Gang-Automatikgetriebe     | 6-Gang-Schaltgetriebe      | 6-Gang-Schaltgetriebe       |
| Getriebe, optional                          | –                              | [6-Gang-Automatikgetriebe]  | –                              | –                            | [6-Gang-Automatikgetriebe]                              | –                            | –                          | [6-Gang-Automatikgetriebe]  |
| Messwerte                                   |                                |                             |                                |                              |                                                         |                              |                            |                             |
| Höchstgeschwindigkeit                       | 183 km/h                       | 171 km/h [169 km/h]         | 192 km/h                       | 187 km/h (183 km/h)          | 169 km/h (167 km/h)                                     | 183 km/h (179 km/h)          |                            |                             |
| Beschleunigung, 0–100 km/h                  |                                | 12,5 s                      |                                | 12,3 s                       | 12,3 s [12,1 s] (12,9 s) [(13,1 s)]                     | 10,7 s (11,3 s)              |                            |                             |
| Kraftstoffverbrauch auf 100 km (kombiniert) | 6,5 l Super                    | 6,9 l Super [7,2 l Super]   | 6,8 l Super                    | 7,6 l Super (8,2 l Super)    | 7,0 l Super [7,1 l Super] (7,4 l Super) [(7,6 l Super)] | 7,5 l Super (8,0 l Super)    |                            |                             |
| CO2-Emission (kombiniert)                   |                                |                             |                                |                              | 161 g/km [166 g/km] (173 g/km) [(178 g/km)]             | 177 g/km (188 g/km)          |                            |                             |
| Tankinhalt                                  | 60 l                           | 60 l                        | 60 l                           | 60 l                         | 55 l                                                    | 55 l                         | 55 l                       | 55 l                        |

## Zweite Generation (seit 2019)

### Geschichte
Die zweite Generation des Kompakt-SUV debütierte auf der Shanghai Auto Show im April 2019. In China wird sie seit August 2019 verkauft. Der indische Markt folgte im März 2020, der russische im Juli 2021 und der brasilianische im August 2021. Ein Facelift der Baureihe wurde im November 2021 präsentiert. Im Juni 2022 wurde die sportlichere Ausstattungsvariante N Line vorgestellt. Erneut überarbeitet wurde das Fahrzeug im Januar 2024. Mit dem Electric wurde im Januar 2025 eine batterieelektrisch angetriebene Version präsentiert. Sie hat entweder einen 42-kWh- oder einen 51,4-kWh-Akkumulator.
In Russland wurde die Produktion des Fahrzeugs nach dem Überfall auf die Ukraine im Frühjahr 2022 eingestellt. Im Januar 2024 übernahm das russische Unternehmen Art-Finance die Produktionsanlagen in Sankt Petersburg. Fahrzeuge der Baureihen Hyundai Creta, Hyundai Solaris und Kia Rio werden fortan unter der neu eingeführten Marke Solaris angeboten. Der Creta wird deshalb als Solaris HC gefertigt und verkauft.
Für den indischen Markt präsentierte Hyundai außerdem im April 2021 den siebensitzigen Alcazar auf Basis des Creta. Mit dem ebenfalls 2019 eingeführten Kia Seltos teilt sich die zweite Generation der Baureihe ebenfalls die Plattform.

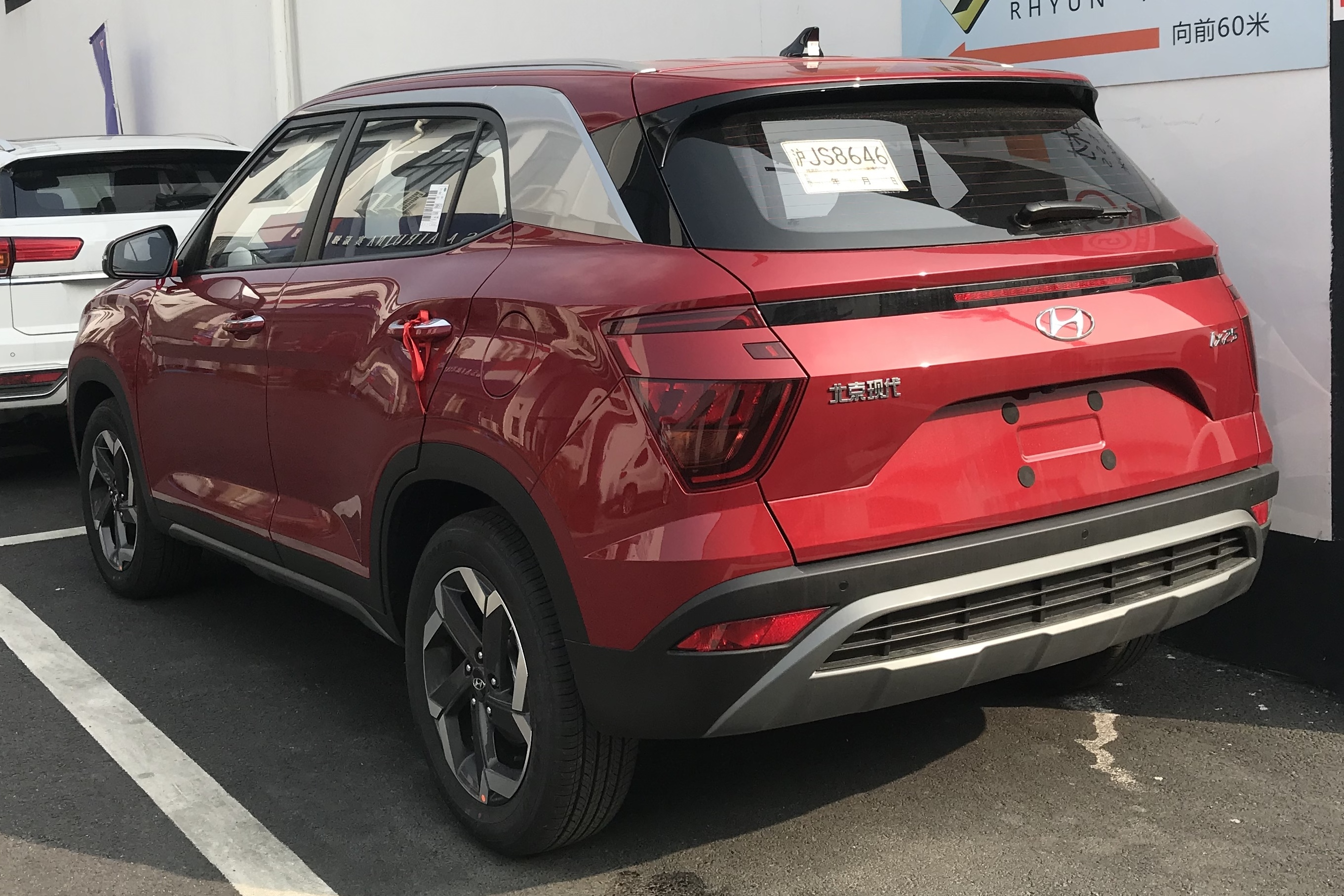
Heckansicht
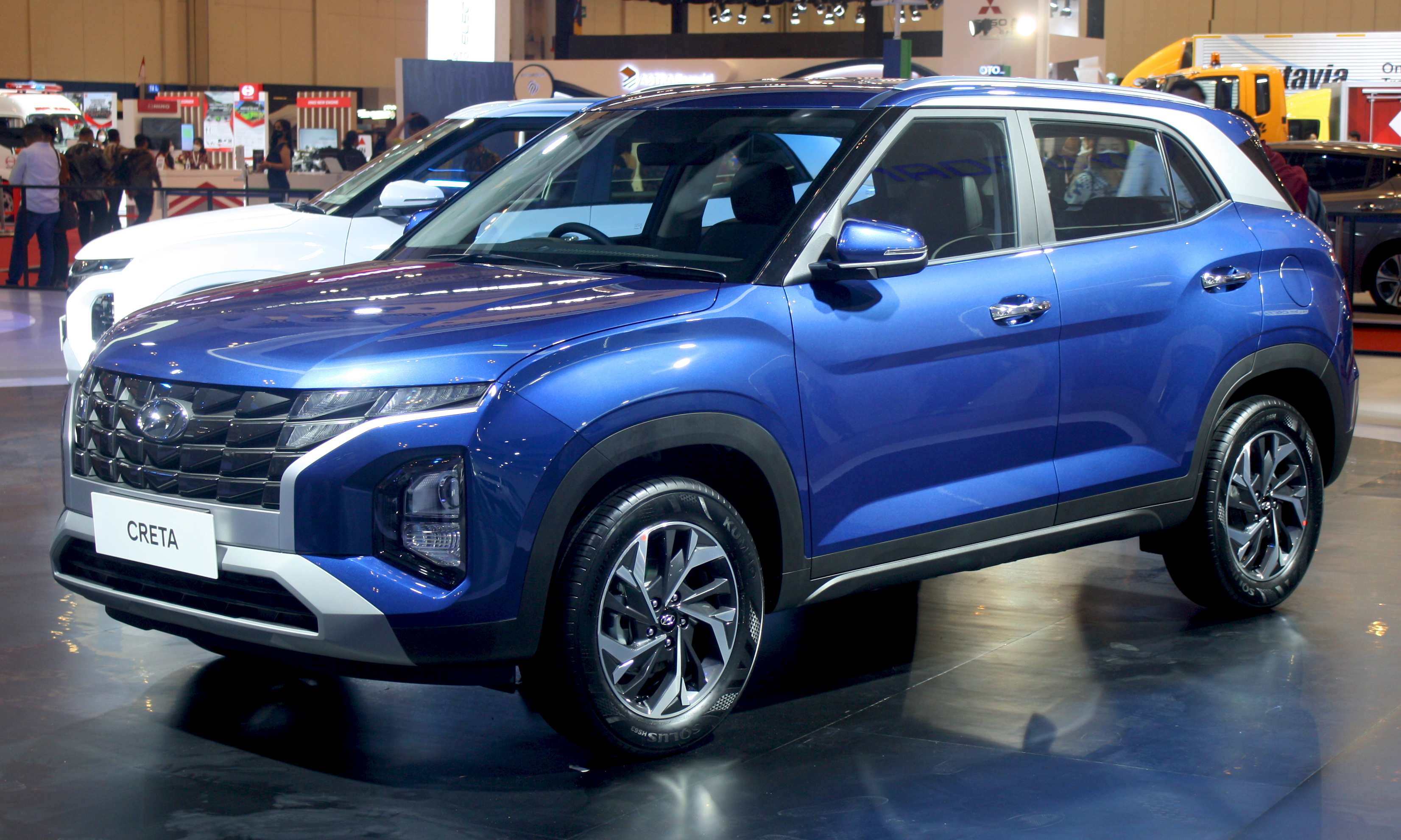
Hyundai Creta (2021–2024)
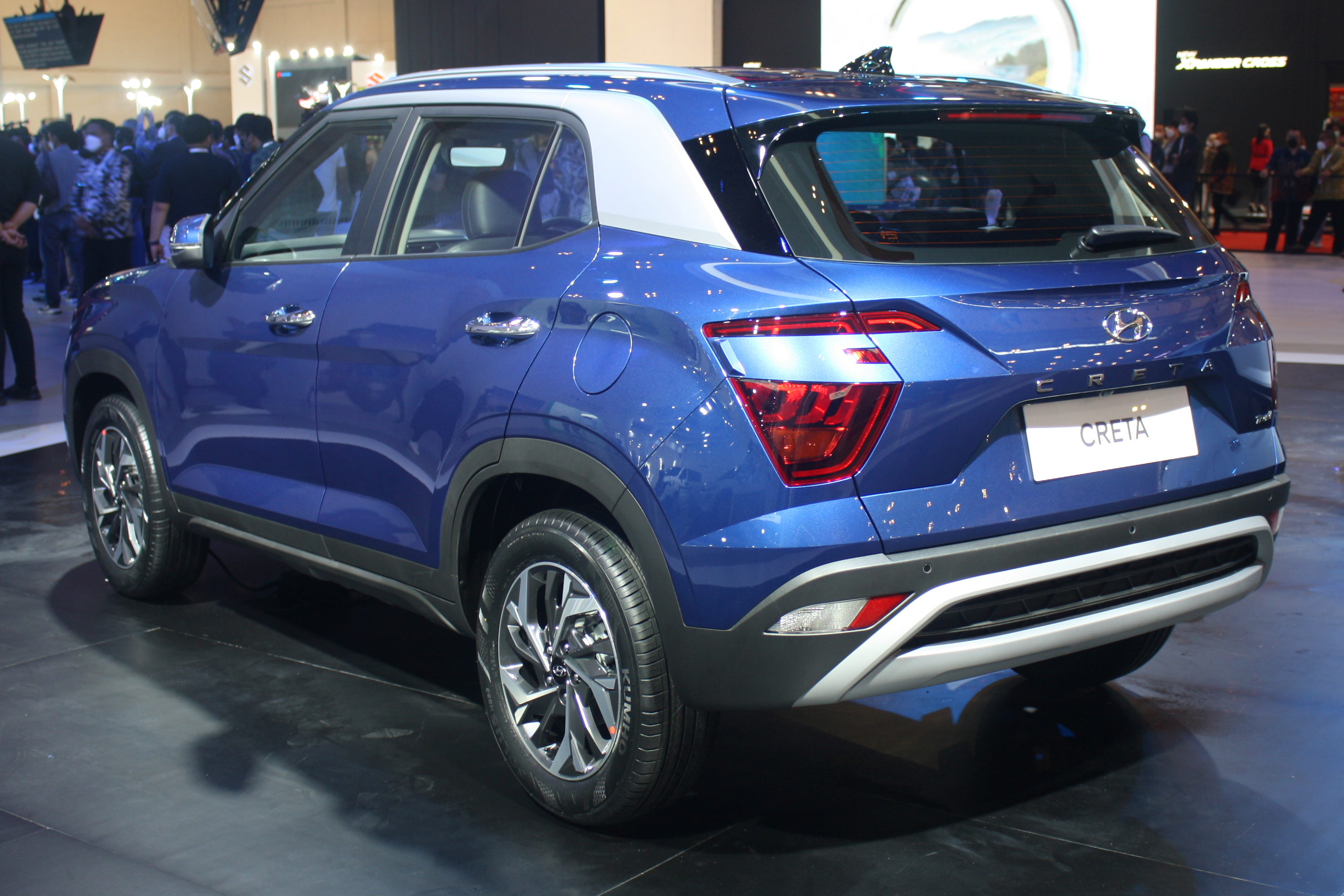
Heckansicht
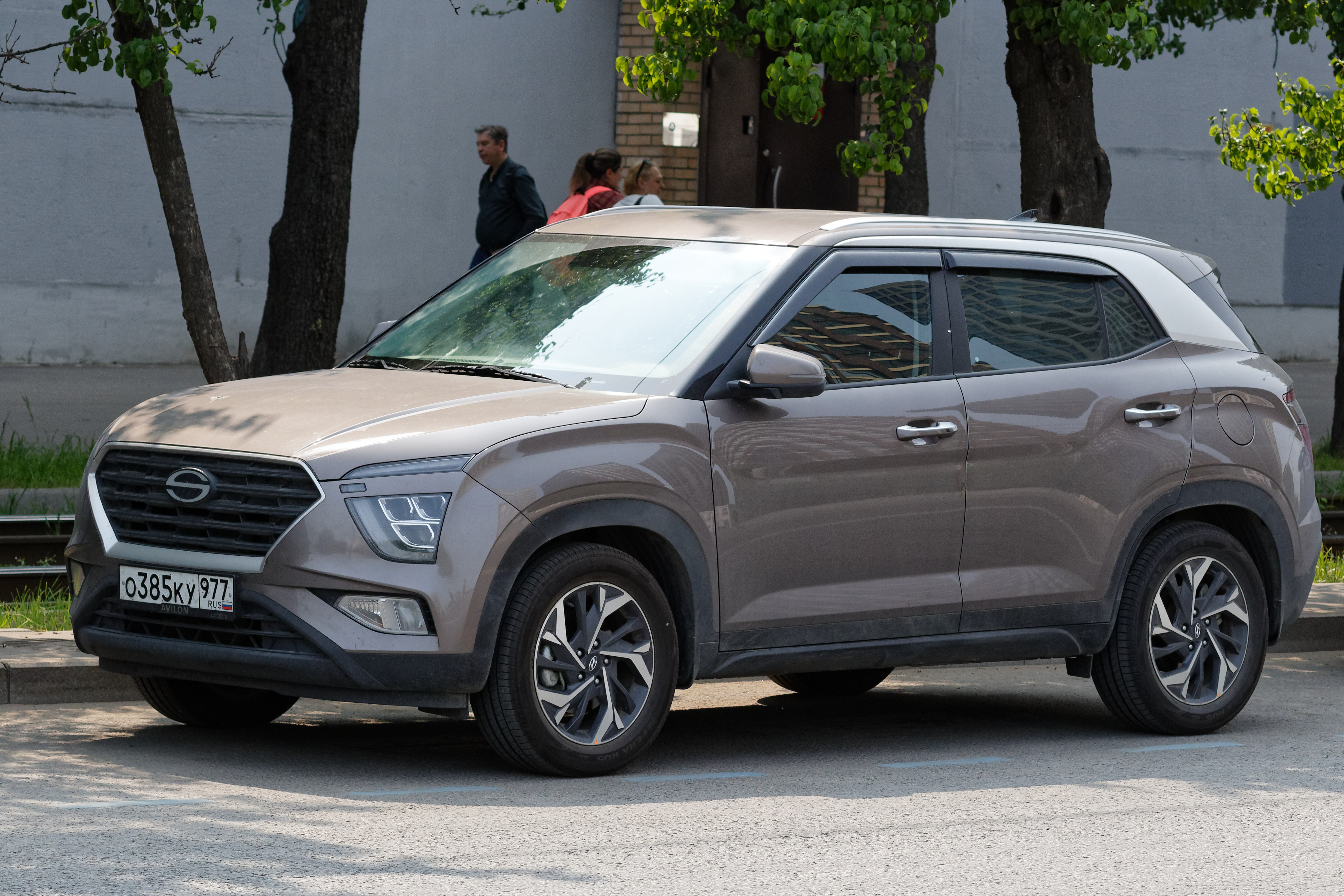
Solaris HC (seit 2024)
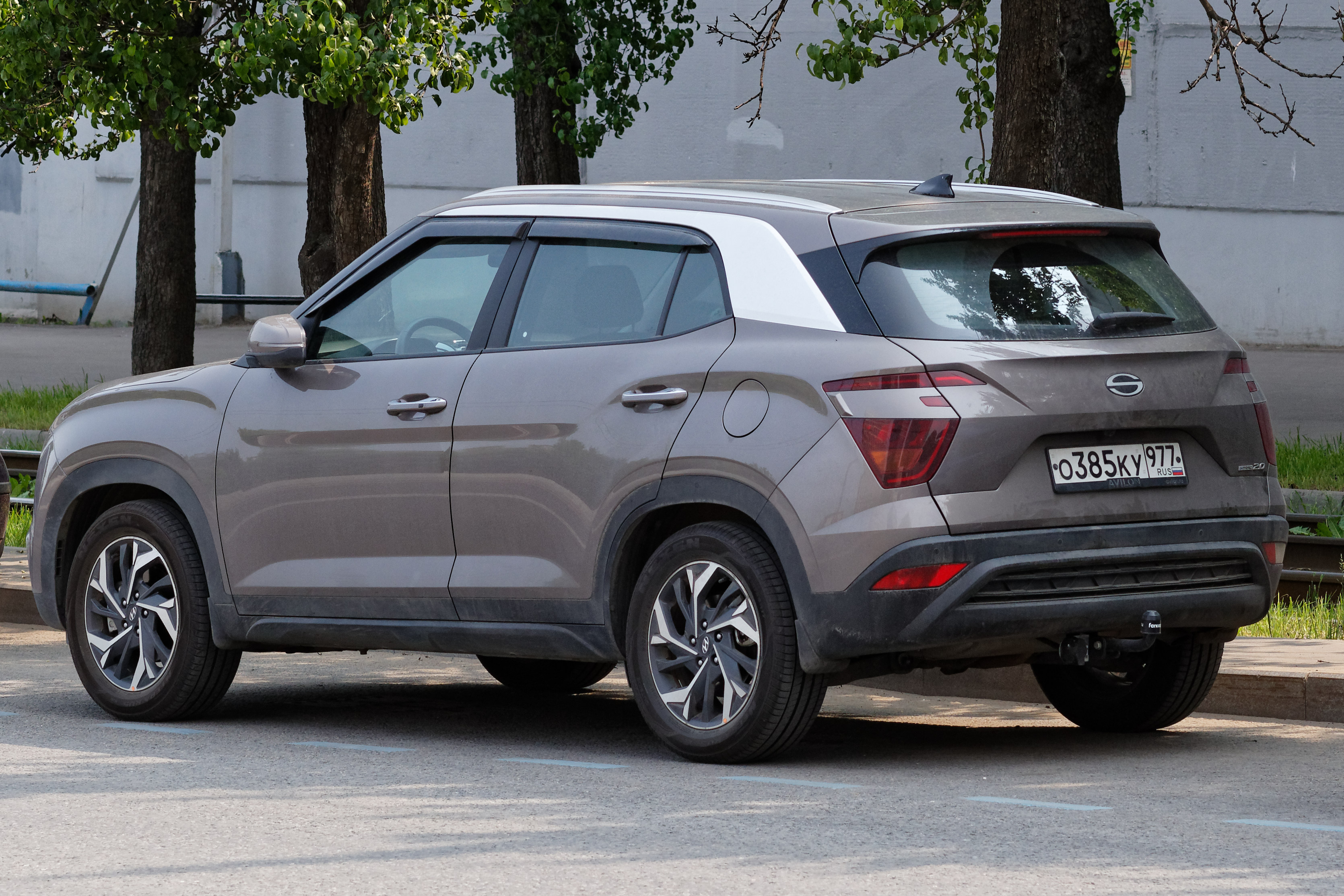
Heckansicht
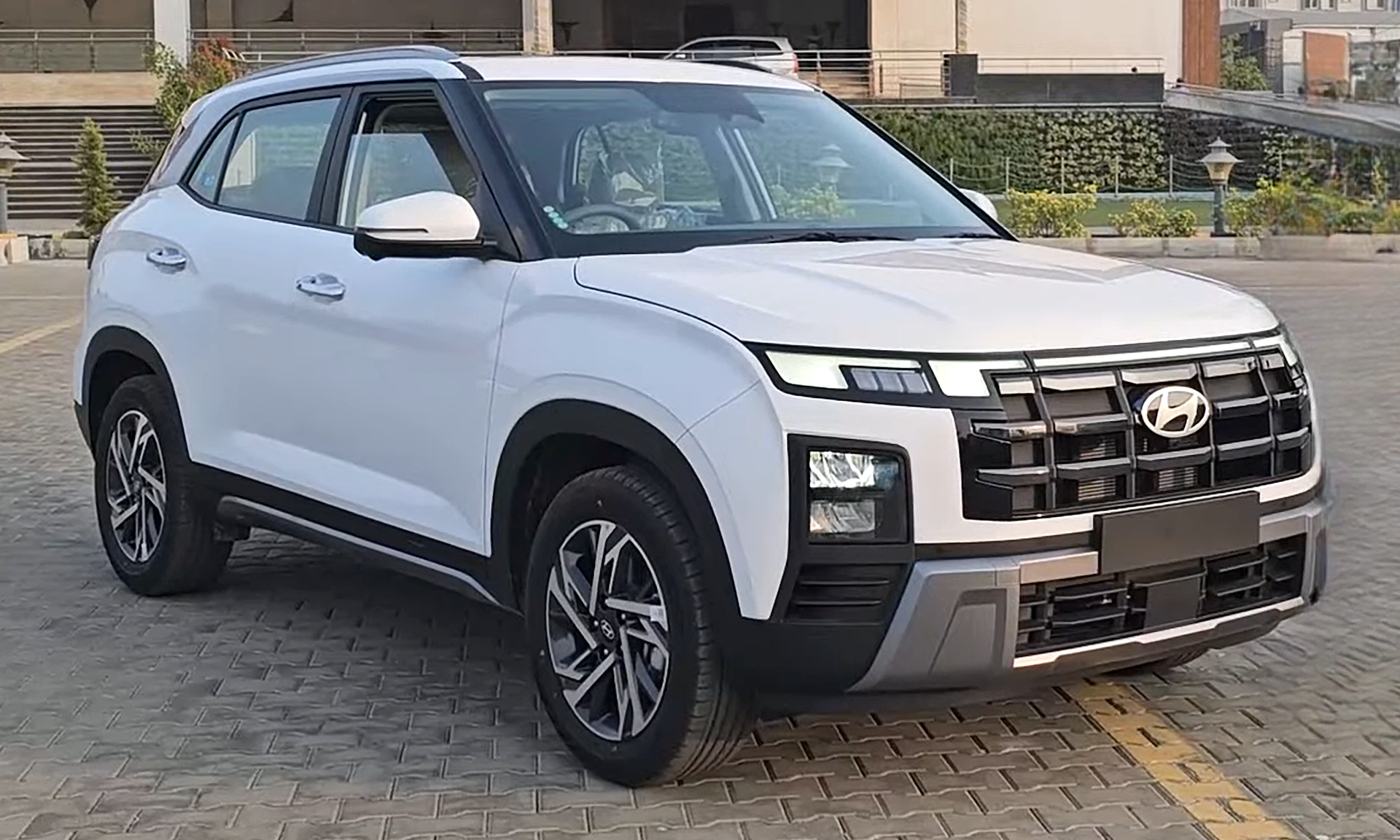
Hyundai Creta (seit 2024)
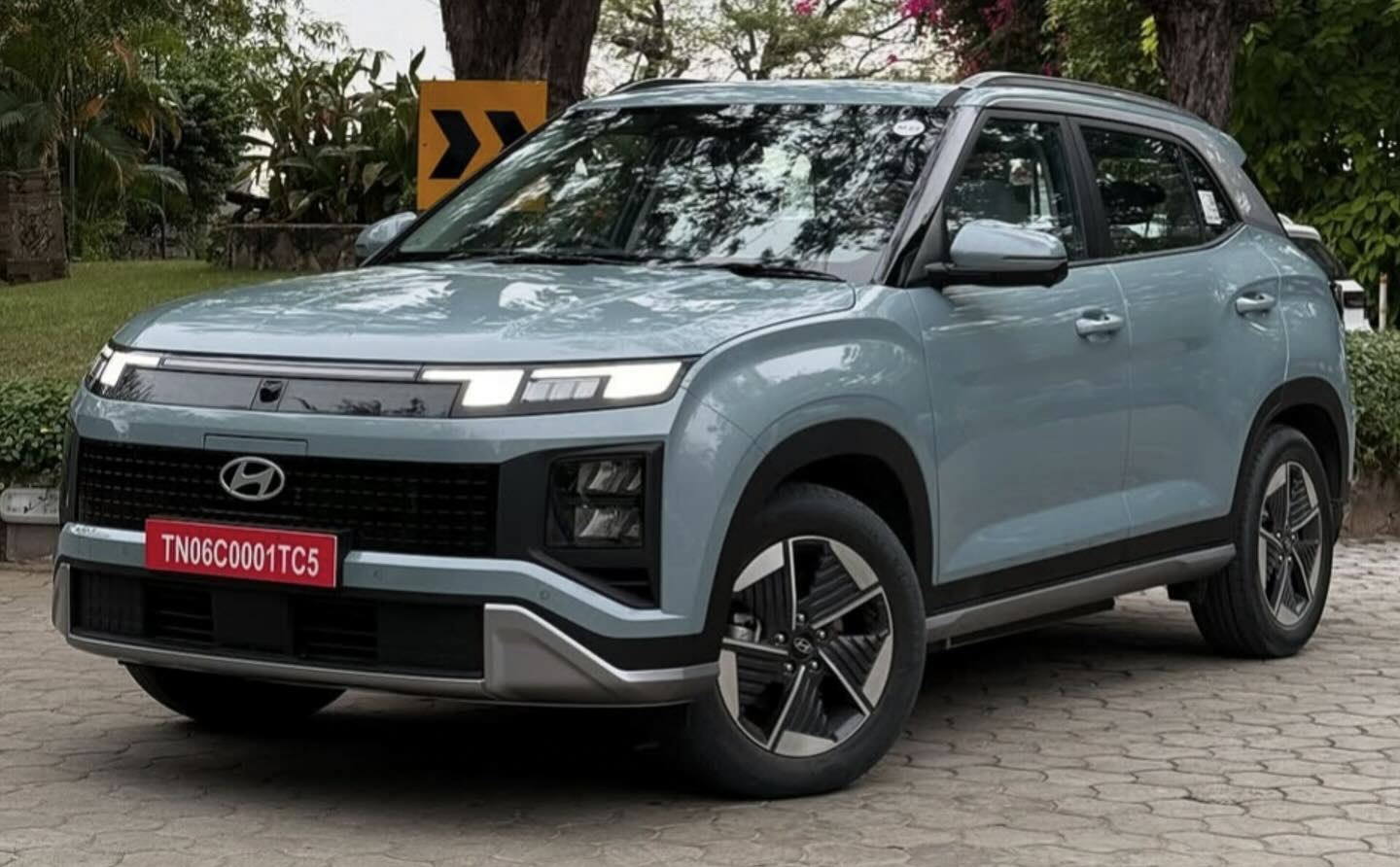
Hyundai Creta Electric (seit 2025)
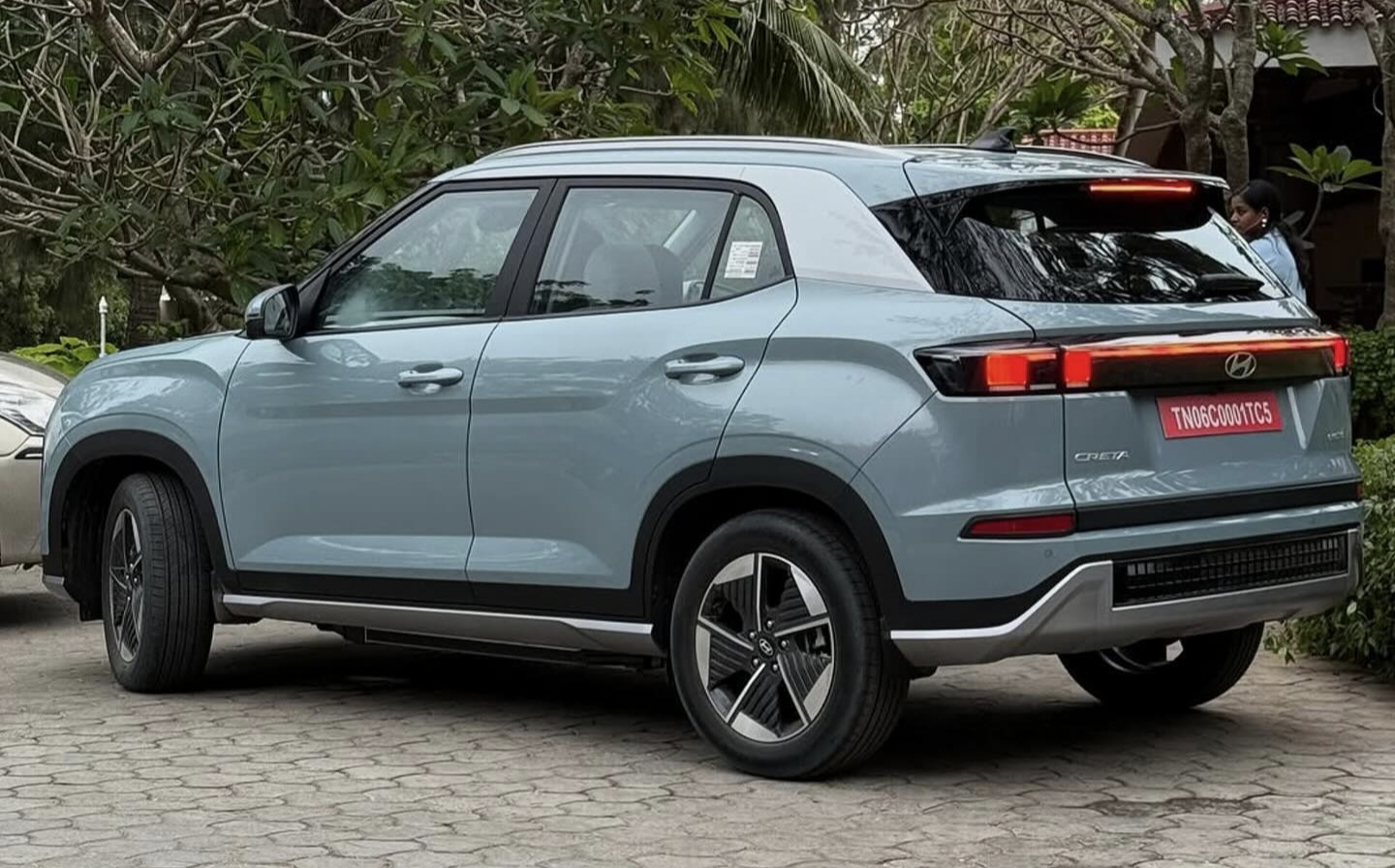
Heckansicht

### Technische Daten
| Kenngrößen                                  | Creta 1.0 TGDI (Brasilien)  | Creta 2.0 16V (Brasilien)    | Creta 1.6 TGDI (Brasilien)   | ix25 1.5L (China)           | Creta 1.6 2WD (Russland) (1) | Creta 1.6 4WD (Russland) (1) | Creta 2.0 2WD (Russland)     | Creta 2.0 4WD (Russland)     | Creta 1.4 (Indien)             | Creta 1.5 TGDI (Indien)        | Creta 1.5 MPI (Indien)      | Creta 1.5 US (Indien)       | Creta Electric (Indien)   | Creta Electric (Indien)   |
| Bauzeitraum                                 | seit 08/2021                | 08/2021–10/2024              | seit 10/2024                 | 08/2019–10/2022             | seit 07/2021                 | seit 07/2021                 | 07/2021–03/2022              | 07/2021–03/2022              | 03/2020–01/2024                | seit 01/2024                   | seit 03/2020                | seit 03/2020                | seit 01/2025              | seit 01/2025              |
| Motorkenndaten                              |                             |                              |                              |                             |                              |                              |                              |                              |                                |                                |                             |                             |                           |                           |
| Motortyp                                    | R3-Ottomotor                | R4-Ottomotor                 | R4-Ottomotor                 | R4-Ottomotor                | R4-Ottomotor                 | R4-Ottomotor                 | R4-Ottomotor                 | R4-Ottomotor                 | R4-Ottomotor                   | R4-Ottomotor                   | R4-Ottomotor                | R4-Dieselmotor              | Elektromotor              | Elektromotor              |
| Hubraum                                     | 998 cm³                     | 1999 cm³                     | 1591 cm³                     | 1497 cm³                    | 1591 cm³                     | 1591 cm³                     | 1999 cm³                     | 1999 cm³                     | 1353 cm³                       | 1482 cm³                       | 1497 cm³                    | 1493 cm³                    | –                         | –                         |
| max. Leistung                               | 88 kW (120 PS) bei 6000/min | 123 kW (167 PS) bei 6200/min | 142 kW (193 PS) bei 6000/min | 84 kW (114 PS) bei 6300/min | 90 kW (123 PS) bei 6300/min  | 89 kW (121 PS) bei 6200/min  | 110 kW (150 PS) bei 6200/min | 110 kW (150 PS) bei 6200/min | 103 kW (140 PS) bei 6000/min   | 118 kW (160 PS) bei 5500/min   | 85 kW (116 PS) bei 6300/min | 85 kW (116 PS) bei 4000/min | 99 kW (135 PS)            | 126 kW (171 PS)           |
| max. Drehmoment                             | 172 Nm bei 1500/min         | 202 Nm bei 4700/min          | 265 Nm bei 1700/min          | 144 Nm bei 4500/min         | 151 Nm bei 4850/min          | 148 Nm bei 4850/min          | 191 Nm bei 4500/min          | 191 Nm bei 4500/min          | 242 Nm bei 1500–3200/min       | 253 Nm bei 1500–3500/min       | 144 Nm bei 4500/min         | 250 Nm bei 1500–2750/min    |                           | 255 Nm                    |
| Kraftübertragung                            |                             |                              |                              |                             |                              |                              |                              |                              |                                |                                |                             |                             |                           |                           |
| Antrieb                                     | Vorderradantrieb            | Vorderradantrieb             | Vorderradantrieb             | Vorderradantrieb            | Vorderradantrieb             | Allradantrieb                | Vorderradantrieb             | Allradantrieb                | Vorderradantrieb               | Vorderradantrieb               | Vorderradantrieb            | Vorderradantrieb            | Vorderradantrieb          | Vorderradantrieb          |
| Getriebe, serienmäßig                       | 6-Gang-Automatikgetriebe    | 6-Gang-Automatikgetriebe     | 6-Gang-Automatikgetriebe     | 6-Gang-Schaltgetriebe       | 6-Gang-Schaltgetriebe        | 6-Gang-Schaltgetriebe        | 6-Gang-Automatikgetriebe     | 6-Gang-Automatikgetriebe     | 7-Gang-Doppelkupplungsgetriebe | 7-Gang-Doppelkupplungsgetriebe | 6-Gang-Schaltgetriebe       | 6-Gang-Schaltgetriebe       | Feste Getriebeübersetzung | Feste Getriebeübersetzung |
| Getriebe, optional                          | –                           | –                            | –                            | (Stufenloses Getriebe)      | (6-Gang-Automatikgetriebe)   | (6-Gang-Automatikgetriebe)   | –                            | –                            | –                              | –                              | (Stufenloses Getriebe)      | (6-Gang-Automatikgetriebe)  | –                         | –                         |
| Messwerte                                   |                             |                              |                              |                             |                              |                              |                              |                              |                                |                                |                             |                             |                           |                           |
| Höchstgeschwindigkeit                       | 180 km/h                    | 190 km/h                     | 210 km/h                     | 175 km/h (172 km/h)         | k. A.                        | k. A.                        | k. A.                        | k. A.                        | 185 km/h                       | k. A.                          | 170 km/h (170 km/h)         | 173 km/h (173 km/h)         | k. A.                     | 180 km/h                  |
| Beschleunigung, 0–100 km/h                  | 11,5 s                      | 9,3 s                        | 7,8 s                        | k. A. (10,4 s)              | 12,5 s (12,0 s)              | 11,8 s (11,6 s)              | 10,2 s                       | 10,9 s                       | 9,7 s                          | k. A.                          | 12,2 s (12,0 s)             | 11,3 s (11,7 s)             | k. A.                     | 7,9 s                     |
| Kraftstoffverbrauch auf 100 km (kombiniert) | k. A.                       | k. A.                        | k. A.                        | 5,8 l Super (5,3 l Super)   | 6,8 l Super (7,0 l Super)    | 7,2 l Super (7,5 l Super)    | 7,1 l Super                  | 7,7 l Super                  | k. A.                          | k. A.                          | k. A. (k. A.)               | k. A. (k. A.)               | –                         | –                         |
| CO2-Emission (kombiniert)                   | k. A.                       | k. A.                        | k. A.                        | k. A. (k. A.)               | 159 g/km. (163 g/km)         | 169 g/km (175 g/km)          | 166 g/km                     | 180 g/km                     | k. A.                          | k. A.                          | k. A. (k. A.)               | k. A. (k. A.)               | –                         | –                         |
| Tankinhalt                                  | 50 l                        | 50 l                         | 50 l                         | 50 l                        | 50 l                         | 50 l                         | 50 l                         | 50 l                         | 50 l                           | 50 l                           | 50 l                        | 50 l                        | –                         | –                         |
| Batterie                                    | –                           | –                            | –                            | –                           | –                            | –                            | –                            | –                            | –                              | –                              | –                           | –                           | NMC-Akkumulator: 42,0 kWh | NMC-Akkumulator: 51,4 kWh |